# Heterachthes concretus
Heterachthes concretus är en skalbaggsart som beskrevs av Martins 1970. Heterachthes concretus ingår i släktet Heterachthes och familjen långhorningar.
Artens utbredningsområde är Costa Rica. Inga underarter finns listade i Catalogue of Life.